# Kostel Archanděla Michaela (Hošťálkovy)
Kostel Archanděla Michaela (také Svatého Michala) v  obci Hošťálkovy je farní kostel postavený v letech 1790–1792 a kulturní památka České republiky.

## Historie

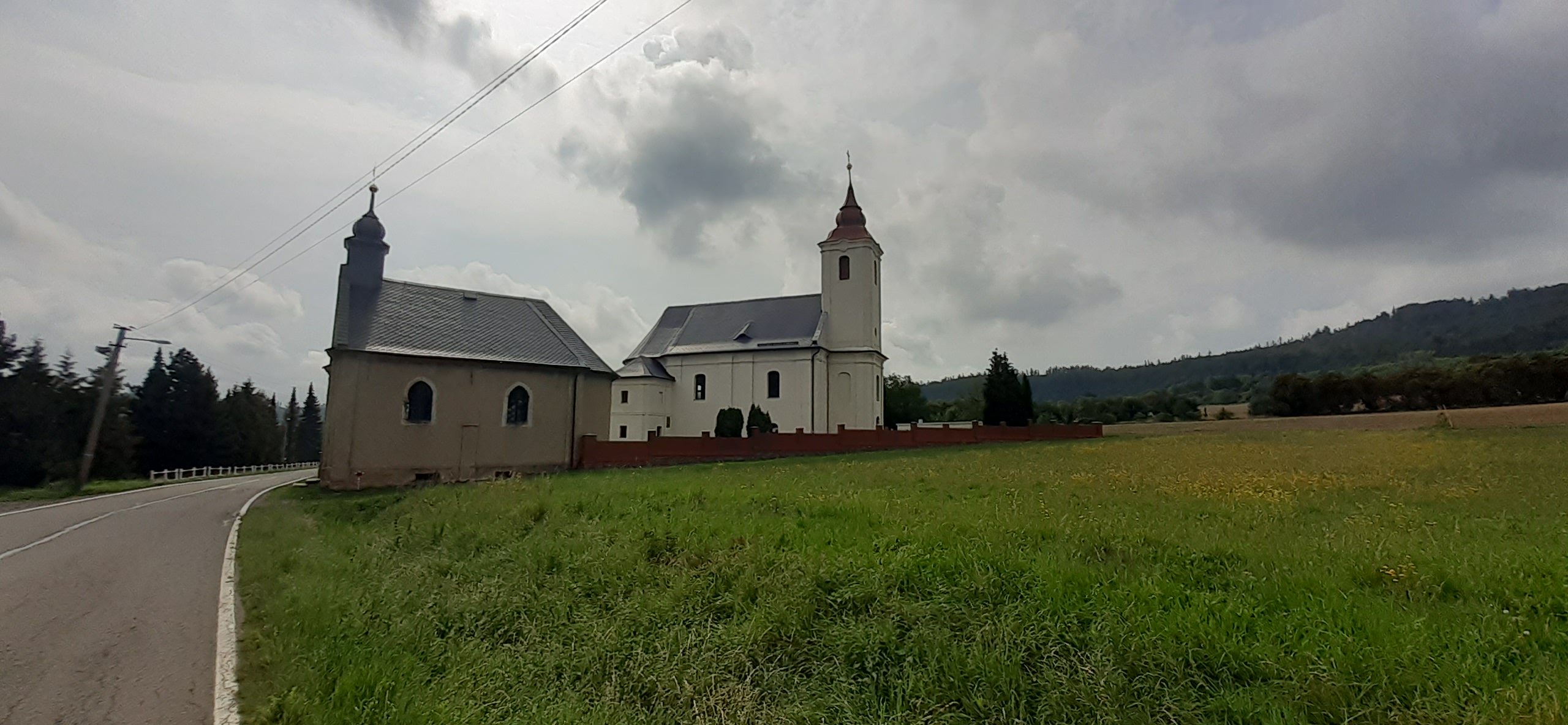
pohled na hřbitovní kapli a kostel

První písemná zmínka o obci Hošťálkovy pochází z roku 1238. Kostel byl vystavěn v letech 1790–1792 na místě původního kostela, založeného pravděpodobně roku 1615.

## Popis

### Architektura
Jednolodní orientovaný objekt s odsazeným závěrem. K půlkruhovému kněžišti na severní straně přiléhá čtyřboká sakristie s oratoří, která je v patře. K západnímu průčelí se přimyká v ose hranolová věž. Vstup na kruchtu, do věže a do podkroví nad lodí zabezpečuje půlkruhový přístavek, který se nachází v pravém nároží mezi věží a lodí. Kostel má sedlovou střechu, nad kněžištěm je půlkuželová, nad sakristií valbová, Věž je zastřešena zvoncovou bání s cibulí. V roce 2012 byla vyměněna plechová krytina za eternitovou. Prolomená okna se segmentovým záklenkem dělí od sebe pilastry zakončené římsovými hlavicemi. V roce 2015 byla dokončena oprava fasády. Kostel má pruské klenby s lunetovým závěrem kněžiště. Kostel byl zapsán v Seznamu ohrožených památek. Na základě probíhajících oprav byl v roce 2013 ze seznamu vyňat.

### Interiér
Nad hlavním oltářem je zavěšen obraz Archanděla Michaela od Johanna Franze Greipela. Na kazatelně jsou vyřezány reliéfy Krista utišujícího bouři na moři, Rozsévače a Dobrého pastýře, na stříšce socha Mojžíše. 

### Věž
Ve věži visí tři zvony, nejstarší s autorským nápisem Meister Georg Hechperger byl odlitý v Olomouci roku 1598, druhý zvon s reliéfy sv. Donáta a smrti sv. Františka Xaverského z roku 1780 odlil neznámý zvonař rovněž v Olomouci, třetí zvon z roku 1867 byl odlit u Ignaze Hilzera ve Vídeňském Novém Městě.